# 庵川観音堂
庵川観音堂（いおりがわかんのんどう）は、宮崎県東臼杵郡門川町庵川地区に位置する観音菩薩を祀っているお堂。

## 概要
伝承によれば、観音菩薩像は江戸時代初め頃に有馬直純の妻国姫が徳川家康から与えられたものだという。有馬清純が失政のため改易となった後、残された観音像がお堂に祀られるようになった。
今日では子安観音として知られ、町外からも参詣者が集まる。
座標: 北緯32度28分57秒 東経131度40分18.4秒 / 北緯32.48250度 東経131.671778度